# Совина шумска учионица
Совина шумска учионица је уређен локалитет у Митровцу на Тари, посебно прилагођен особама са инвалидитетом Изграђен 2014, на надморској висини 1060 м/нв. Састоји се од стазе дужине око 400 m са пет одморишта, столовима и клупама као и едукативним таблама о биљном и животињском свету Таре. Стаза већим делом пролази кроз шуму смрче и јеле.
Пројекат је реализован у оквиру пројекта „Тара за све”, финансиран од Глобалног фонда за животну средину, програма Уједињених нација и ЈП Национални парк Тара. Партнери на пројекту су били и Национална организација инвалида Србије и Центар дечијих летовалишта на Митровцу.